# 科学的管理法
科学的管理法（かがくてきかんりほう、英: Scientific management）は「労働の科学とその管理」を用いたマネジメント手法である。テイラー・システムとも呼ばれる。

## 概要
科学的管理法が提唱される頃（20世紀初頭）のアメリカでは、生産規模の増大に合わせて「職人への現場業務委任とマネージャーによるイニシアティブ管理」という体制がとられていた。しかしこの体制下で、労働者は非効率な経験則に頼りながら生産力増による失業という迷信を恐れ、マネージャーは報酬カットによる安易な利益率確保を狙って信頼を失い、生産現場における組織的怠業が大きな問題となっていた。
テイラーはこの体制がもつ構造的欠陥を指摘し、経験則から科学へ転換しその管理をマネージャーの責務とする科学的管理法を提唱した。管理についての客観的な基準を作る事で組織的怠業を打破して労使協調体制を構築し、その結果として生産性の増強や労働者の賃金の上昇をもたらして労使が共存共栄できるとされた。
科学的管理法はテイラーが20世紀初頭に提唱し、ガント、ギルブレスらによって発展する中で様々な功績と議論をもたらし、現代マネジメント/経営学/経営管理論/生産管理論の礎となった。

## 背景

### 体制
科学的管理法が提唱される頃（20世紀初頭）の生産現場では「職人/作業員への現場業務委任 + マネージャーによるイニシアティブ管理」という体制がとられていた。特にインセンティブ-イニシアティブ型マネジメントが優れた手法として認識されていた。
当時の生産現場は大規模化が進んでおり1人の管理者が数百人の作業員を管理していた。数百人が扱う様々な生産現場の全てを1人のマネージャーが理解することはできないため、マネージャーは生産の詳細を把握するのではなく現場の職人/作業員へ委任していた（業務委任体制）。例えば生産方法を理解し、適切な手法を採用し、現在の生産性を評価し、その効率を改善する責務は全て現場自身に委任されていた。
業務委任体制におけるマネージャーの役割は作業員の貢献（イニシアティブ）を引き出すことである。イニシアティブは単に「給与に見合った作業を行う」のではなく「知識や経験を総動員して貢献する」という意味合いである。現場の詳細を知らないマネージャーは自身で業務を改善できないため、業務改善には現場の自発的貢献すなわちイニシアティブが必須となる。よってこれを引き出すことがマネージャーの役割になる。
この体制における最も優れたマネジメント方式はインセンティブ-イニシアティブ型であった。この方式ではマネージャーが動機づけとなる報酬（インセンティブ）を提示することでイニシアティブを引き出そうとする。例えば生産量に基づいたボーナスや生産効率化アイデアに対する報奨金の形でマネジメントをおこなう。この方式におけるマネージャーの役割は「インセンティブを設計して現場のイニシアティブを引き出す」ことである。

### 問題点
この体制下で生産現場は様々な問題を抱えていた。特に深刻だった問題が怠業である。インセンティブを提示しても作業員達がイニシアティブを発揮しない、むしろ働いているように見せながら手を抜く（イニシアティブが下がる）といった現象が組織的に見られた（組織的怠業）。業務委任体制におけるイニシアティブの減少は生産性の低下に直結するため、テイラーはこれを非常に大きな問題として認識していた。

### 原因
テイラーは怠業の原因として「労働塊の誤謬」「マネジメントシステム」「経験則」の3つを指摘している。

#### 労働塊の誤謬
労働塊の誤謬は「社会の需要は一定であり生産力の増強は失業を招く」という誤謬である。実際には生産力の向上に伴う価格下落で需要が喚起されむしろ雇用創出に繋がる場合が多い。産業の発展段階ではよく見られる誤謬であり、テイラーはこの時代にも未だ労働塊の誤謬が存在しこれが怠業の一因だと指摘している。

#### マネジメントシステム
テイラーは既存のマネジメントシステムは組織的怠業を引き起こす欠陥を含んでいると指摘した。特にインセンティブ-イニシアティブ型マネジメントにおける、利益率向上を目的としたインセンティブ削減の誘惑が引き起こすインセンティブの機能不全が深刻とされた。
まずインセンティブを用いない場合、例えば一律賃金日給制の場合、少ない生産量でも同じ賃金をもらっている（怠惰な）同僚を見てイニシアティブが失われる。その結果、組織全体が怠業へと堕ちていく。
次にインセンティブを用いる場合、例えば出来高給制の場合、初期段階ではイニシアティブが引き出され生産性が向上する。しかし生産性向上が一服すると出来高単価の切り下げによる利益率向上という誘惑がマネージャーを襲う。これに手を出すと短期的には利益率が上昇するが、単価切り下げはインセンティブ削減と同義であるため現場はインセンティブが一時的なものに過ぎないと学習する。その結果、更なる生産性向上を目指しても現場のイニシアティブはもう得られず利益率が上がらなくなる。
むしろマネージャーの目を欺むく非合理的生産が幅を利かせはじめる。業務委任体制でない時代であれば業務内容を理解したマネージャーが適切な業務量・賃金・単価を設定できるため、組織的怠業を指摘してある程度は管理ができた。しかし業務委任体制のマネージャーは生産を知らず生産性を評価できないためそれができない。この状態で労使の信頼関係が崩れた場合、賢い作業員にとって「この生産は手間がかかる」とマネージャーを誤認させ単価を吊り上げ高い給与を手抜きで得ることが合理的になる。
このように既存のマネジメントシステムは怠業を引き起こす構造的な欠陥を抱えていた。

#### 経験則
職人・作業員の最も大きな仕事は業務執行/オペレーションである。この業務執行の中で経験的に身につけた「それなりにうまいやり方」が経験則である。テイラーは「経験則は非効率的かつ大雑把である」と指摘し、これが低い生産性=怠業に繋がっていると指摘した。経験則を超えた業務改善をおこなうには知能も知識も場所も時間も必要である。しかし業務執行が本務である作業員がそれをすべて持っていることはまずない。ゆえに作業員の自発的な業務改善が十分におこなわれず、非効率な経験則が利用され続けていた。

## 提案手法
これらの背景から、仕事を経験則から科学へ転換しその管理をマネジメントの責務とする科学的管理法をテイラーは提唱した。
科学的管理法では職人がもつ暗示的な経験則（roles of thumb）からマネージャーが研究設計した明示的な課業（task）へ仕事のやり方を変え、職人/作業員が全面的に担っていた生産現場の責務を「マネージャーによる研究設計 + 作業員による執行」へと分割する。この上で作業員へインセンティブを提示する、すなわち「この課業を指示通りこなせばより良い報酬を支払う」と示し、必要な教育と協力を提供する。科学的に実行可能だと証明された明確な作業が示されることでマネージャー-作業員間に納得感が生まれ、協業の中でこれが実行されれば管理者には高い生産性が、労働者には高い給与が与えられ win-win の関係となる。
具体的なシステムとして、科学的管理法は以下の3つの要素からなる。
- 課業管理
- 作業の標準化
- 作業管理のために最適な組織形態

### 課業管理
課業（英: task）の概念が科学的管理法の中核を成している。その原理は、次の五つである。
- 課業の設定
1日のノルマとなる仕事量の設定である。これは、次項の「作業研究」に基づいて設定される。
- 諸条件と用具等の標準化
使用する工具や手順などの諸条件を標準化[注釈 1]することで、熟練工か未熟練工かにかかわらず、同条件で働かせるようにすること。このようにして“唯一最善の作業方法”を確立し、それを労働者全員に習得させ作業能率を向上させようとした。次項の「作業研究」と密接に関係する。
- 成功報酬
- 不成功減収
成功報酬、不成功減収は、出来高制賃金システムを改良したものであり、ノルマを達成した場合は単位あたりの賃金を割り増しして支払い、未達成の場合は単位あたりの賃金を割り引く。こうすることで労働意欲を高める。
- 最高難易度の課業
課業を優秀な工員の仕事量に基づいて決めるということ。

### 作業の標準化（作業研究）
「作業研究」は、「時間研究」と「動作研究」の二つからなる。
時間研究生産工程における標準的作業時間を設定し、これに基づいて1日の課業を決定するための研究
動作研究作業に使う工具や手順などの標準化のための研究
テイラーは、生産工程における作業を「要素動作」と呼ばれる細かい動作に分解し、その各動作にかかる時間をストップウオッチを用いて計測して標準的作業時間を算出する「時間研究」を考案した。優れた労働者を対象に時間研究を行って、課業管理を行った。
後に、テイラーと親交のあったギルブレス夫妻(フランク・ギルブレスとリリアン・ギルブレス)は、個々の動作を観察・分析し、作業目的に照らして無駄な動作を排除し、最適な動作を追求する「動作研究」を成立させた。また、動作研究を重視し、これによって最適化された動作に基づいて時間研究を行うべきであると主張した。

### 作業管理のために最適な組織形態
従来、内部請負制に基づいて現場が生産計画を決定していた。生産計画を現場から分離し、計画立案と管理の専任部署を作った。つまり「計画と執行（実行）の分離」を行った。また、そのための組織形態として、現代でいう「職能別組織」（ファンクショナル組織、function-oriented organization）の原型を作った。また、テイラー門下のエマーソンは、これを進める形で「ライン・アンド・スタッフ組織」を提唱した。

## 成果
科学的管理法によって、生産現場に「管理」の概念を確立したのが最大の業績といえるだろう。これが現代の経営管理論や生産管理論の源流の一つになっている。また、内部請負制度・徒弟制度の解体によって「労働力の使用権」が経営者に移行したこと、「計画と執行の分離」が行われたことなど、産業の近代化の基礎となった。

## 反響・批判
テイラーは経営コンサルタントとして、いくつかの工場で科学的管理法を指導・実践し、生産高増・労働者の賃金増といった成果を残した。また、テイラーの著書はいくつかの国で翻訳されるなどして世界中に広まった。
しかし、労働組合が「労働強化や（時間研究による）人権侵害につながる」として反対運動を展開、特にAFL（アメリカ労働総同盟）は、1913年と1914年の2度にわたって科学的管理法を拒否する決議を行った。
その他にも、「計画と執行の分離」により、ホワイトカラーとブルーカラーとの間に対立構造が出来たとする批判がある。また、心理学や社会学の見地からの考察が無く、効率の追求を重視するあまりに労働者の人間性を軽視している事などの批判もあった。こうした欠点は、後の学者や経営者らの努力で修正・改善が試みられ、経営学の発展に繋がっている。
他にもこの方法論を否定的に見た研究者も存在し、有名な研究者にミンツバーグがいる。また、ミンツバーグの研究は結局、科学的管理法と同じことを論じているに過ぎないとしてミンツバーグの研究を批判する考えをネオ・テイラー主義という。
ウラジーミル・レーニンは1913年の時点で科学的管理法理論について「同じ長さの労働日のなかで以前より三倍以上の労働力を労働者から絞りとろうとする」試みとして全面否定した。しかし、翌1914年にはテイラーの理論を「プロレタリアートが社会的生産のいっさいを掌握し、労働者自身による、あらゆる社会的労働の適切な配分と合理化を目的とする委員会を定める時期を用意するものであった」と評価し、1918年にはその後の革命の成功に不可欠なものと考えるに至った。